# دليل الحياة
دليل الحياة (بالإنجليزية: The Catalogue of Life)‏ هو مشروع يهدف لتجميع كامل للمعرفة العالمية لمواضيع أصناف الكائنات الحية في دليل واحد. بدأ به مؤسستي «سبيشيس 2000» (بالإنجليزية: Species 2000CC)‏ ونظام المعلومات التصنيفية المتكامل (بالإنجليزية: Integrated Taxonomic Information Systemو ITIS)‏ عام 2001. يحصل الدليل على بيانات من أكثر من 115 قاعدة بيانات عالمية محتواها مراجع بشكل أكاديمي من قبل علماء في الأحياء بحسب نظام مراجعة الأقران ويتم الإشراف عليها من قبل مؤسسات تخصصية من جميع أصقاع العالم. وللموقع نسخة تفاعلية والتي يتم تحديثها بشكل دائم. يتم تمويل المشروع من قبل فور دي فور لايف (بالإنجليزية: 4d4Life)‏ وفور أي لايف (بالإنجليزية: i4Liffe)‏. واحتوت نسخته الثانية عشر التي صدرت عام 2012 على 1,404,038 صنف حي والتي تساوي 74% من مجمل الأحياء الذين يقدرون ب 1,9 مليون صنف.

## وجهة الاستعمال
معظم الهدف من المشروع هو توفير عصب أساسي لتصنيف بيانات الأصناف الحية لقواعد بيانات تطلب هكذا معلومات.

## اقرأ أيضا
- مشروع شجرة الحياة على الإنترنت
- شجرة الحياة (أحياء)
- شجرة الحياة (مفهوم)
- تشارلز داروين
- موسوعة الحياة